# Kentucky Public Radio
Das Kentucky Public Radio Network (KPRN) oder kurz Kentucky Public Radio ist ein Zusammenschluss aus fünf Public Radio Stationen in Kentucky. KPRN wird von einem sogenannten „board of directors“ geleitet, dem die Manager der jeweiligen Mitglieder, also den einzelnen Stationen, angehören. Seit 2015 ist Ryland Barton der State Capital Bureau Chief in Frankfort, Kentucky.
Die Hauptaufgabe des Kentucky Public Radio besteht darin, eine Plattform zu bilden, um Beiträge zwischen den eigenständigen Stationen auszutauschen und gemeinsam eine Gruppe von Statehouse-Reportern zu engagieren.

## Mitglieder
| Standort         | Frequenz (UKW) | Rufzeichen | Besitzer/Betreiber           |
| ---------------- | -------------- | ---------- | ---------------------------- |
| Richmond         | 88.9           | WEKU       | Eastern Kentucky University  |
| Louisville       | 89.3           | WFPL-FM    | Louisville Public Media      |
| Bowling Green    | 88.9           | WKYU       | Western Kentucky University  |
| Highland Heights | 89.7           | WNKU       | Northern Kentucky University |
| Murray           | 91.3           | WKMS       | Murray State University      |